# Duràssovka
Duràssovka (en rus: Дурасовка) és un poble de l'óblast de Lípetsk, a Rússia, que el 2013 tenia 5 habitants. Pertany al districte rural de Griazi.